# 法城寺 (川越市)
法城寺（ほうしょうじ）は、埼玉県川越市にある曹洞宗の寺院。

## 歴史
創建年代は不明である。かつては「三芳山梅林院北条寺」と称しており、「三芳野塚」という的場古墳群を構成する古墳（削平され、現存せず）のそばにあったという。
その後、いつしか廃寺状態であったが、江戸時代初期に撫州舜道によって現在地にて中興された。そのため、中興以前の詳細な由来は不明となっている。

## 交通アクセス
- 霞ヶ関駅より徒歩11分。